# Horác
A Horác a latin Horatius nemzetségnévnek a rövidülése. A Horatius név eredete és jelentése ismeretlen.  Női párja a Horácia.

## Rokon nevek
- Horáciusz:[1] az eredetihez közelebb álló alak.
- Horáció:[1] a Horác olasz alakváltozata.

## Gyakorisága
Az 1990-es években a Horác, Horáció, Horáciusz szórványos név, a 2000-es években nem szerepelnek a 100 leggyakoribb férfinév között.

## Névnapok
- május 3.[2]

## Híres Horácok, Horációk, Horáciuszok
- Horatius
- Horatio Nelson angol admirális